# Aegilips romseyensis
Aegilips romseyensis är en stekelart som beskrevs av Fergusson 1985. Aegilips romseyensis ingår i släktet Aegilips, och familjen glattsteklar. Arten är reproducerande i Sverige.